# Skakolympiaden 2008
Skakolympiaden 2008 var den 38. skakolympiade og afholdtes i perioden 12. – 25. november 2008 i Dresden, Tyskland. Der spilledes holdturneringer for henholdsvis mænd og kvinder, hvor hvert hold består af 4 spillere og eventuelt 1 reserve. Til de enkelte matcher stiller fire spillere op. Der var tilmeldt 154 hold for mænd og 114 for kvinder, men kun 146 henholdsvis 111 stillede op ved turneringerne.
I tilslutning til olypiaden afholdt Den internationale Skakunion- FIDE sin 79. generalforsamling og valgte blandt andet Khanty-Mansijsk i Rusland som spillested for Skakolympiaden 2012. Byen blev foretrukket frem for Budva i Montenegro.

## Turneringsregler
På et møde i 2007, afholdt i Antalya i Tyrkiet, vedtog FIDEs eksekutivkomite nye regler for turneringen. De vigtigste ændringer var følgende:
- Antallet af spillere i kvindernes turnering hæves fra 3 til 4, så kvindernes turnering svarer til den åbne turnering.
- Selvom turneringen som hidtil skal afvikles efter schweizersystemet, der har været anvendt siden 1976, nedsættes antallet af spillerunder fra 13 til 11 med en tilhørende ændring i bestemmelserne for, hvilke hold som kommer til at møde hinanden.
- Turneringens resultat skal afgøres ved matchpoints, idet en vundet match giver 2 point, en uafgjort match 1 point, mens en tabt match giver 0 points. Ved ligestilling anvendes primært Sonnenborn-Berger-systemet til at afgøre et holds placering.

Forud for turneringen offentliggjorde overdommeren, Ignatius Leong, der også er generalsekretær for FIDE, nogle yderligere regler, hvoraf den vigtigste var, at det ikke var tilladt at aftale remis før træk nummer 30 i et parti. (Denne regel blev dog omgået ved, at partier blev remis så tidligt som i det 16. træk, idet spillerne foretog trækgentagelse, hvilket reglen ikke omfattede forbud mod). Det krævedes desuden, at spillerne skulle være på plads ved brættet for at hilse på hinanden ved spilletidens begyndelse, da partiet eller ville blive anset for tabt.

## Resultater

### Holdresultat
Olympiske mestre blev Armenien i den åbne turnering og Georgien i kvindernes turnering

#### Mænd (åben turnering)
1. Armenien
2. Israel
3. USA

#### Kvinder
1. Georgien
2. Ukraine
3. USA

### Individuelle resultater

#### Mænd (åben turnering)
Bedste præstationer ifølge rating:
1. Gabriel Sargissian
2. Peter Leko
3. Boris Gelfand

#### Kvinder
Bedste præstationer ifølge rating:
1. Maia Chiburdanidze
2. Joanna Majdan
3. Martha Lorena Fierro-Baquero

## Danmarks deltagelse
Danmark stillede med hold hos mænd og kvinder.
Hos mændene stillede følgende op:
- Lars Bo Hansen GM
- Peter Heine Nielsen GM
- Lars Schandorff GM
- Allan Stig Rasmussen IM
- Jakob Vang Glud IM
- Holdleder: Per Andreasen

Sune Berg Hansen var oprindeligt udtaget, men måtte melde fra inden turneringens start.
Det danske hold var seedet som nr. 32, men opnåede en placering som nr. 39.
Hos kvinderne stillede følgende op:
- Evgenia Hansen
- Sandra de Blecourt Dalsberg
- Louise Fredericia
- Trine Treppendahl
- Marie Frank-Nielsen
- Holdleder: Arne Matthiesen

Holdet blev placeret som nummer 70 i turneringen, og den danske reserve Marie Frank-Nielsen blev topscorer og vandt en FM-titel.